# Robert Hichens (mornar)
Robert Hichens, britanski mornar in pomorščak * 16. september 1882 Newlyin, Cornwall, Anglija † 23. september 1940 English Trader, Aberdeen, Škotska.                                        
Robert Hichens je bil eden od mornarjev na ladji RMS Titanic,ko je ta potonila na njeni krstni plovbi, 15. aprila 1912. Bil je eden od šestih krmarjev na krovu in je krmaril ladjo, ko je trčila v ledeno goro. Poveljeval je v reševalnem čolnu št. 6, s katerim se ni hotel vrniti na kraj potopa po vztrajanju več oseb v čolnu, vključno z Margaret Brown s katero se je kregal vse do jutra.

## Zgodnje življenje
Robert Hichens se je rodil 16. septembra 1882 na trgu sv. Petra v Newlyonu v Cornwallu. Bil je sin ribiča Phillipa Hichensa in Rebecce Hichens, ki je bila prvotno iz Whutbyja v severnem Yorkshire. Hichens je bil najstarejši otrok v družini, njegovi mlajši bratje in sestre so bili Angelina, William (Willie), Richard (Dick), Juliette, Frederick (Feddoe), Sidney (Sid), James (jim) in Elizabeth (Lizzie). 23. oktobra 1906 se je Hichens v župnijski cerkvi sv Manaton  v Devonu prorčil s Florence Mortime. Z njo je imel dva otroka. V času svoje kariere je bil Hichens krmar na številnih ladjah, vendar nikoli ne na takih, ki so plule v severnem Atlantiku. Delal je na številnih ladjah in ladjah družb Union Castle in British India. Preden se je pridružil posadki ladje RMS Titanic, je služil na vojaški ladji Dongola, ki je plula v Bombaj v Indiji. 

## Titanic
6. aprila 1912 se je Hichens v Southamptonu vkrcal na ladjo RMS Titanic kot eden od 6 njenih krmarjev. V času, ko se je pridružil ladijski posadki, je bil njegov navedeni naslov v Southamptonu, kjer je živel z ženo in dvema otrokoma. 
14. aprila 1912 zvečer je Hichens ob 22:00 odšel za krmilo na ladijski most in s tem zamenjal krmarja Alfreda Oliverja. Ko je ob 23:40 prišlo spororčilo, da je bila pred ladjo opažena ledena gora, je prvi častnik William McMaster Murdoch ukazal Hichensu spremeniti smer plovbe ostro v levo, z zagonom strojev vzvratno. Hichens je zavrtel krmilo do konca v levo, a kljub njegovemu močnemu naporu in naporu preostale posadke se ladje ni uspela izogniti ledeni gori in je z desnim trupom trčila v njen trup. Ko je bilo pozneje ugotovljeno, da bo Titanic potonil, je bilo Hichensu ukazano, da naj pomaga pri spuščanju reševalnih čolnov. Ob 00:50 ga je drugi častnik Charles Lightoler premestil v reševalni čoln št. 6. Čoln je ladjo zapustil malo pred eno uro zjutraj, v njem pa je bilo samo 28 ljudi.
Hichens je bil po potopu Titanica znan zaradi svojega ravnanja v reševalnem čolnu št. 6, ki mu je poveljeval. Potniki so ga obtožili, da se ni hotel vrniti na kraj nesreče, da bi rešil več ljudi iz vode, potem ko je ladja potonila, da je ljudi v vodi imenoval "trupla" in da je ves čas kritiziral tiste pri veslih, medtem ko so veslali. Hichens je pozneje pri ameriški preiskavi pričal, da nikoli ni uporabil besede "trupla" in da ima druge besede za opis trupel. Povedal naj bi tudi, da sta mu drugi častnik Charles Lightoller in kapitan Edward Smith neposredno naročila, naj vesla tam, kjer se vidijo neznane luči (mislili so, da je tam parnik), zgoraj na levem boku in da naj tam potnike odloži ter potem pride nazaj. Kasneje naj bi se pritožil, da bo reševalni čoln plul več dni, preden bo prišlo kakršno koli reševalno vozilo. Vsaj dva potnika pri veslih sta javno obtožila Hichensa, da je bil pijan: major Arthur Godfrey Peuchen in gospa Lucian Philip Smith.
Ko je RMS Carpathia prišla rešiti preživele potnike, je rekel, da ladja ni tam, da bi jih reševala, ampak da bi pobrala trupla mrtvih. Do takrat so ostali ljudje v reševalnem čolnu izgubili potrpljenje s Hichensom. Čeprav je Hichens protestiral, je ameriška milijonarka Margaret "Molly" Brown drugim povedala, naj začnejo veslati, da se ogrejejo. Po zadnjem poskusu Hichensa, da ohrani nadzor nad reševalnim čolnom, mu je Brown zagrozila, da ga bo vrgla čez krov. Ti dogodki so bili pozneje prikazani v broadwayskem muzikalu in filmu Nepotoplijva Molly Brown. Med ameriško preiskavo nesreče je Hichens zanikal pripovedi potnikov in posadke v reševalnem čolnu 6. Sprva so ga je zaskrbeli vodni vrtinci pri potapljanju, kasneje pa dejstvo, da je bil od mesta potopa oddaljen kilometer, brez kompasa in v popolni temi ter se niso mogli vrniti na prizadeto območje, kjer je ladja potonila.

## Poznejše življenje
Po potopu Titanica se je Hichens vrnil delat na morje in služil na ladjah, ki so plule v južno Afriko. Hichens je med prvo svetovno vojno služboval na vojaških ladjah; do leta 1919 je bil tretji častnik na majhni ladji z imenom Magpie. Hichens se je v Devon preselili nekje v dvajsetih letih dvajsetega stoletja, kjer je Robert od moškega po imenu Harry Henley kupil motorni čoln Queen Mary za 160 funtov ter upravljal motor čolna in sam čoln. Za nakup čolna je Hichens izposodil denar pri gospodu Squiresu, vendar dolga ni mogel plačati in čoln je bil vrnjen v last Henleyja. Leta 1931 sta ga žena in oba otroka zapustili in se preselili v Southampton. V naslednjem letu je Hichens poskušal najti novo zaposlitev vendar mu tega zaradi velike gospodarske krize ni uspelo. Zaradi slabega gospodarskega položaja, ločenosti družine in slabih spominov na potop Titanica, je Hichens padel v depresijo in postal alkoholik. Leta 1933 je kupil pištolo in se odločil ubiti Henleyja. Tega mu ni uspelo, Hichensa pa so istega leta zaprli v zapor. Iz zapora je bil izpuščen leta 1937 in kmalu zatem našel zaposlitev, ko je bil najet na ladji English Trader.

## Smrt
Hichens je umrl 23. septembra 1940 zaradi srčnega popuščanja, star 58 let, na ladji English Trader medtem, ko je bila ta privezana ob obali Aberdeena na Škotskem. Njegovo truplo so pokopali na pokopališču Trinity v Aberdeenu.